# Don't Look Down on Me
"Don't Look Down On Me" b/w "Possession" je singl Iron Butterfly, nahraný mezi koncem roku 1967 a začátkem roku 1968.

## Seznam skladeb
- "Don't Look Down On Me" (D. Hughes) – 2:23
- "Possession" (Doug Ingle) – 2:41

## Sestava
- Doug Ingle – klávesy, zpěv na "Possession"; doprovodný zpěv na "Don't Look Down On Me"
- Darryl DeLoach – zpěv na "Don't Look Down On Me"; tamburína, doprovodný zpěv na "Possession"
- Danny Weis – kytara na "Possession"
- Erik Brann – kytara na "Don't Look Down on Me"
- Lee Dorman – baskytara na "Don't Look Down on Me"
- Jerry Penrod – baskytara na "Possession"
- Ron Bushy – bicí